# Brett Aitken
Brett Aitken (ur. 25 stycznia 1971 w Adelaide) – australijski kolarz torowy i szosowy, trzykrotny medalista olimpijski i czterokrotny medalista torowych mistrzostw świata.

## Kariera
Specjalizował się w wyścigu na dochodzenie. Na igrzyskach debiutował w Barcelonie w 1992, ostatni raz wystąpił w Sydney 8 lat później. Za każdym razem, podczas trzech startów, zdobywał medale – po jednym w każdym kolorze. Największy sukces odniósł podczas IO w ojczyźnie – wspólnie ze Scottem McGrory’m triumfował w madisonie. Był mistrzem świata w drużynowym wyścigu na dochodzenie (1993).

## Starty olimpijskie (medale)
Barcelona 1992
- 4 km na dochodzenie (drużyna) – srebro

Atlanta 1996
- 4 km na dochodzenie (drużyna) – brąz

Sydney 2000
- madison – złoto